# 러시아땅거북

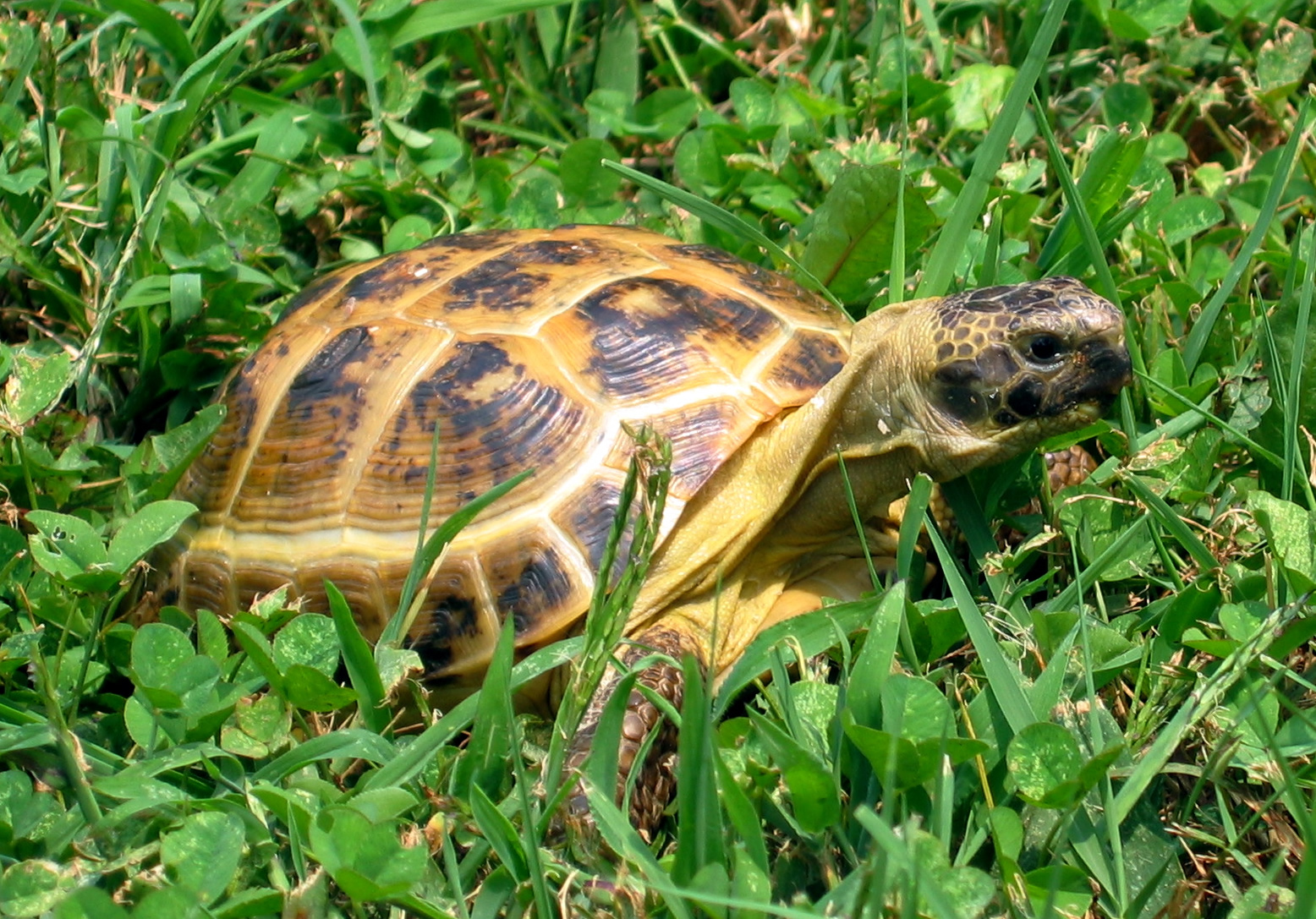

러시아땅거북(학명:Testudo horsfieldii)은 거북목 땅거북과에 속하는 거북이다. 몸길이는 13cm~25cm로서 작은 소형의 거북에 속한다.

## 특징과 먹이
러시아땅거북은 수컷과 암컷의 차이가 극명한 종으로 수컷은 일반적으로 측면에 자리를 잡은 긴 꼬리와 발톱을 가진 것이 특징이라면 암컷은 수컷보다 발톱이 짧고 뚱뚱한 꼬리를 가진 극명한 차이점이 존재하는 특징이 있다. 이외에도 수컷은 꼬리의 끝에는 슬릿 모양의 통풍구를 가지고 있지만 암컷은 별표 모양의 통풍구(클로카)를 가진 것이 특징이다. 암컷과 수컷의 공통적인 특징이라면 수컷은 발가락이 4개이며 발톱이 매우 크고 몸은 검은색과 황색을 골고루 가지고 있다. 일반적으로 암컷이 더 큰 종이며 몸의 색상은 다양하여 환경에 따라 자신의 몸이 가진 색상을 변경하는 것이 가능한 종이다. 다만 일반적으론 거친 갈색과 검은색을 가지며 갈피의 사이를 따라 황색으로 퇴색이 되며 아종에 따라 짙은 노란색과 갈색의 조합으로 몸의 색상을 가지기도 한다. 러시아땅거북은 다른 이름으론 중앙 아시아 거북, 호스 필드 거북, 네발톱 거북, 대초원 거북이라 부르기도 한다. 또한 수컷 러시아땅거북은 머리를 흔들고 빙글 돌면서 암컷과 짝짓기를 하는 종이다. 러시아땅거북은 보통 50년의 수명을 가지고 있으며 암컷은 수컷의 구애를 받으면 고음의 삐걱거리는 소리를 내기도 한다. 먹이로는 질경이, 양상추와 같은 채소 외에 다양한 식물들의 씨앗, 줄기, 열매, 과일, 수생식물과 같은 채식성의 먹이와 물고기, 곤충 등의 육식성 먹이까지 모두 섭이하는 잡식성 거북이 된다.

## 서식지와 보호 활동
러시아땅거북의 주요한 서식지는 러시아, 이란, 파키스탄, 아프가니스탄이 되며 주로 강, 호수와 같이 물이 많은 곳과 나무나 풀 등이 우거진 곳에 주로 서식한다. 중앙아시아에서 주로 사는 거북 중에 하나이다. 러시아땅거북은 최근 들어서 서식지가 파괴되는 일이 많아져서 개체수가 급감하였기 때문에 국제 자연 보전 연맹(IUDC)이 정한 멸종위기등급에서 취약의 등급을 가지는 멸종위기종으로 중앙아시아와 러시아는 물론 국제적으로도 개체수의 보호를 받는 종이다.

## 같이 보기
- 거북
- 파충류
- 아시아
- 동남아시아